# Kontrovers – Das Politikmagazin
Kontrovers – Das Politikmagazin ist eine Sendung im BR Fernsehen zum aktuellen politischen Geschehen in Deutschland, mit besonderem Augenmerk auf der bayerischen Politik.

## Sendungsinfo
Kontrovers wird seit 20. Januar 2021 jeweils mittwochs von 21:15 Uhr bis 21:45 Uhr im BR ausgestrahlt, zuvor jeweils von 21:00 Uhr bis 21:45 Uhr. Darüber hinaus wird die Sendung in Randzeiten auf Tagesschau24 wiederholt.
Zu besonderen Anlässen wird die Sendung unter dem Titel Kontrovers extra nur einem Thema gewidmet, beispielsweise zum politischen Aschermittwoch in Bayern. In der ersten Sendung jedes Jahres stellt der Meinungsforscher Richard Hilmer den Kontrovers BayernTREND vor, eine Umfragestudie über die Politik in Bayern, durchgeführt von Infratest dimap.

## Rubriken
Seit 2013 gibt es eine 30-minütige Rubrik Die Story, in welcher ausgiebig recherchierte Hintergründe zu einem speziellen Thema reportageartig dargestellt werden.
Unter der Rubrik Nachgehakt beschäftigt sich die Redaktion mit Themen, die in einer der vergangenen Sendungen behandelt wurden und bei denen es eine neue Entwicklung gibt – oftmals angestoßen durch die ursprüngliche Berichterstattung. Zum Ende jeder Sendung folgen unter dem Titel Nachschlag kleine und unterhaltsame Geschichten aus dem Politikbetrieb.
In der Sendung gab es bis Dezember 2012 jeweils einen Beitrag aus der Rubrik Wahnsinn, in welchem Zuschauerbeschwerden an Behörden oder Firmen nachgegangen wurde. Im Januar 2013 wurde diese Rubrik in die BR-Sendung Geld & Leben verschoben.

## Moderatoren und Redaktionsleiter
Seit 20. Januar 2021 moderieren Ursula Heller und Achim Wendler Kontrovers im wöchentlichen Wechsel.
| Moderator        | Einstieg | Ausstieg | Anmerkungen                                                       |
| ---------------- | -------- | -------- | ----------------------------------------------------------------- |
| Ursula Heller    | 2007     | aktiv    |                                                                   |
| Andreas Bachmann | 2007     | 2020     | Von November 2009 bis August 2020 zugleich auch Redaktionsleiter. |
| Achim Wendler    | 2021     | aktiv    |                                                                   |
| Birgit Kappel    | 2021     | aktiv    | Gleichzeitig Redaktionsleiterin                                   |

| Redaktionsleiter | Einstieg | Ausstieg | Anmerkungen |
| ---------------- | -------- | -------- | --- |
| Werner Siebeck   | 2007     | 2009     | Siebeck war zuvor Redaktionsleiter des Vorgänger-Politikmagazins Zeitspiegel und dessen Moderator (im Wechsel mit Birgit Muth). |
| Andreas Bachmann | 2009     | 2020     | |
| Birgit Kappel    | 2020     | aktiv    | |

## Auszeichnungen
- 2009 gewann die Autorin Lisa Wreschniok für ihren Kontrovers-Film „Nachtschicht mit Selbstmord – Das Leid der Lokführer“ den Dr.-Georg-Schreiber-Medienpreis der AOK Bayern in der Kategorie Fernsehen.[1]
- 2011 erhielten die Autoren Thomas Kießling und Mike Lingenfelser den Bayerischen Fernsehpreis für die Kontrovers extra-Sendung „Der Biospritskandal – Klimapolitik in der Sackgasse“. Der Film war eine Gemeinschaftsproduktion mit dem ARD-Politikmagazin Report München.[2]
- 2013 wurde Redaktionsleiter  Andreas Bachmann mit der Bayerischen Verfassungsmedaille in Silber ausgezeichnet für seine Arbeit, Zuschauerinnen und Zuschauern Politik nahezubringen.[3]
- 2015 verlieh die Axel Springer Akademie dem Autor Philipp Grüll[4] für seinen Kontrovers-Beitrag „Palliativmedizin – Zu wenig ambulante Sterbebegleitung“ den Axel-Springer-Preis für junge Journalisten.[5]